# Hilde Krasnogolowy
Hilde Krasnogolowy (Geburtsname: Hilde Beckhausen; * 3. August 1919 in Köln; † 27. Juli 2010) war eine Funktionärin der SED in der DDR.

## Leben
Die Tochter eines Arbeiters absolvierte nach dem Besuch der Volksschule eine Ausbildung zur Verkäuferin und war danach in diesem Beruf tätig, ehe sie zwischen 1943 und 1945 als Lohnrechnerin bei der Wehrmacht beschäftigt war. Nach dem Zweiten Weltkrieg war sie 1945 kurz Landarbeiterin und an der Durchführung der Bodenreform in der Sowjetischen Besatzungszone beteiligt. Zwischen 1945 und 1949 war sie erst Ortssekretärin sowie Kreissekretärin der Volkssolidarität in Großenhain, wo sie 1946 auch Mitglied der SED wurde.  
1949 begann sie ihre Tätigkeit als Funktionärin der SED und wurde erst Instrukteurin und dann 1950 Sekretärin der SED-Kreisleitung Großenhain. 1950 wechselte sie als Instrukteurin zur SED-Kreisleitung von Berlin-Lichtenberg und dann von 1950 bis 1952 als 1. Sekretärin der SED-Kreisleitung von Berlin-Treptow. Anschließend studierte sie an der Parteihochschule Karl Marx und war daraufhin dort von 1954 bis 1955 Assistentin, ehe sie zwischen 1955 und 1960 Instrukteurin in der Abteilung Frauen des ZK der SED war. Als Nachfolgerin von Edith Baumann war Hilde Krasnogolowy von 1959 bis August 1961 amtierende Leiterin dieser Abteilung, die zwischen 1956 und 1966 den Status einer Arbeitsgruppe hatte.
Nach einem weiteren Studium an der Parteihochschule Karl Marx wurde sie schließlich 1962 politische Mitarbeiterin in der Westkommission beim Politbüro des ZK der SED und war dort bis zu ihrem Eintritt in den Ruhestand tätig.

## Auszeichnungen
- 1961 Clara-Zetkin-Medaille
- 1974 Vaterländischer Verdienstorden in Bronze und 1979 in Silber